# SpellForce 2: Shadow Wars
Spellforce 2: Shadow Wars ist ein Computerspiel des deutschen Entwicklers Phenomic Game Development, das Elemente von Echtzeit-Strategie und Computer-Rollenspiel vermischt. Es ist der Nachfolger zu Spellforce: The Order of Dawn und erschien im April 2006 im Vertrieb des österreichischen Publishers Jowood, der 2007 und 2010 noch zwei allein lauffähige Add-ons veröffentlichte. Mit der Insolvenz von Jowood gingen die Rechte an das schwedische Unternehmen Nordic Games, das 2014 ein drittes allein lauffähiges Add-on und 2017 den Nachfolger SpellForce 3 veröffentlichte.

## Handlung

### Hintergrund
Da die Kraft der Runen aus dem ersten Teil mit dem endgültigen Ende des Zirkels in Shadow of the Phoenix erloschen ist und die Runenkrieger sterblich geworden sind, gibt es mit den Shaikan eine neue unsterbliche Rasse, die den Avatar stellen. Die Shaikan wurden einst durch den Alchimisten Malacay geschaffen, der sich damit den Zorn der Götter zuzog. Aus diesem Grund werden die Shaikan von den „Lichtvölkern“ verachtet. Durch einen Blutsbund mit dem Drachen Ur ist es ihnen möglich, Angehörige des eigenen Volkes wiederauferstehen zu lassen. Außerdem kann der Avatar andere Shaikan selbst über große Entfernungen hinweg zu sich rufen bzw. beschwören.

### Handlungsverlauf
Im Reich der Dunkelelfen ist ein Bürgerkrieg ausgebrochen, nachdem sich ein Teil des Volkes mit den Schatten verbündet hat. Eine mächtige Streitmacht unter dem Befehl der Magierin Sorvina beginnt einen gnadenlosen Eroberungszug gegen die „Lichtvölker“ (Menschen, Zwerge, Elfen), um diese zu unterwerfen. Schattenlied, die Tochter des im Kampf gegen Sorvina gefallenen Dracon Craig Un'Shallach, flieht in das Grenzland zwischen Dunkelelfen und Menschen, um vor dieser Bedrohung zu warnen. Dort trifft sie auf den Avatar, der erst kurz zuvor in die Heimat der Shaikan zurückgekehrt ist. Gemeinsam begeben sie sich auf die gefahrvolle Reise in die Reiche der „Lichtvölker“. Nur wenn deren alter Bund erneuert wird, kann die Schattenarmee aufgehalten werden. Den Helden erwartet indes auch eine Auseinandersetzung mit der Vergangenheit seines eigenen Volkes.

### Bezug zum ersten Teil
Obwohl Spellforce 2 keine direkte Fortsetzung des ersten Teils darstellt, gibt es einige Anspielungen auf die dortigen Geschehnisse. Auch tauchen einige bekannte Figuren oder Gruppierungen wieder auf: Craig Un'Shallachs Tod wird im Vorspann gezeigt. In der Stadt Lichtwasser hält sich ein Vertreter vom Orden des Erwachens auf. Dem Händler Flann Gondersen begegnet man in der Stadt Siebenburg, dem bekannten Gauner Flink McWinter bei den Orks am Tor der Schwerter. Auf seiner Reise trifft der Avatar zudem auf den Helden aus The Breath of Winter, der durch den Fluch des Schattenschwerts selbst zu einem Schatten geworden ist. Die Zirkelmagier finden einige Male Erwähnung; ihre einstige Fähigkeit zur Kontrolle der Zeit ist Grundlage eines Auftrags, den der Avatar im Spielverlauf erhält.

## Spielprinzip
Zwar ist das Spiel ebenfalls in der Fantasywelt Eo angesiedelt, allerdings kann man keine altbekannten Städte wie Graufurt oder Empyria besuchen. Neben den aus dem ersten Teil bekannten Rassen (Menschen, Zwerge, Elfen, Orks, Trolle und Dunkelelfen) gibt es noch Gargoyles, Barbaren und Schatten. Die nun insgesamt neun Rassen sind in drei große Blöcke unterteilt: den Bund (Menschen, Zwerge und Elfen), die Clans (Orks, Barbaren und Trolle) und den Pakt (Dunkelelfen, Gargoyles und Schatten). Befehligt man beispielsweise den Bund, kann man am Haupthaus Erweiterungsbauten für Menschen, Elfen und Zwerge entwickeln und damit die entsprechende Rasse steuern. Im Gegensatz zum Vorgänger sind jedoch keine vollständigen Lager der Verbündeten baubar, sondern ausschließlich zwei Gebäude zur Einheitenproduktion. Die Anzahl der Rohstoffe wurde auf Steine, Silber und Lenya beschränkt. Im Haupthaus können Handwerker-Spezialisten ausgebildet werden, die diese automatisch abbauen.
Die KI der Gegner wurde verbessert. Diese können jetzt ebenfalls Lager bauen und sind nicht mehr auf festgelegte Spawnpunkte ohne Ressourcenverbrauch beschränkt. Die Begleiter des Helden steigen jetzt auch im Level auf und bleiben die ganze Kampagne lang an dessen Seite. Die Reisesteine (das Pendant zu den Seelensteinen) aktivieren sich nunmehr automatisch, sobald man sich nah genug an diese begibt. Um zu einem bereits aktivierten Reisestein zu gelangen, braucht man diesen lediglich auf der Übersichtskarte auswählen. Außerdem wurde bei der Entwicklung großer Wert auf die Grafik gelegt, wodurch das Spiel zum Zeitpunkt der Veröffentlichung nur auf sehr leistungsstarken PCs ohne Probleme spielbar war.

## Add-ons

### Spellforce 2: Dragon Storm
Die Erweiterung zu Spellforce 2: Shadow Wars ist, nach mehrfacher Verschiebung, am 23. März 2007 erschienen.
Im Vergleich zum Hauptspiel bilden die Shaikan und ihre Verbündeten einen vierten Kräfteblock, der sich durch den Spieler steuern lässt. Zusätzlich zu „Kampf“ und „Magie“ gibt es zudem auch noch den Entwicklungsstrang „Shaikan“, für den man erhaltene Erfahrungspunkte vergeben kann.
Inhalt
Jahre nach dem Untergang der Zirkelmagier schwindet nun auch zusehends deren einst starke Magie. So verlieren die Portale, die nach dem Konvokationskrieg von Rohen geschaffen wurden, um die einzelnen Kontinente Eos miteinander zu verbinden, nach und nach ihre Wirkung. Die wenigen rohstoffreichen Inseln, die miteinander verbunden sind, werden so das Ziel der Begierde sämtlicher Machtblöcke und Bündnisse.
Der Protagonist des Spiels ist ein ehemaliger Runenkrieger, der einst im Dienst von Hokan Ashir stand und dem später dessen Tochter Yasha anvertraut wurde. Im Kampf gefallen, wurde der Runenkrieger von einem Shaikan wiederbelebt, so dass er nun zu deren Blutlinie gehört. Angesichts der misslichen Lage erhält er den Auftrag, die Ursache für das Erlöschen der Portale zu ergründen und einen Ausweg zu finden.
Dragon Storm schließt lose an die Ereignisse von Shadow Wars an. So wird der Protagonist bei seinem Auftrag u. a. von Schattenlied unterstützt, und auch andere Figuren aus dem Hauptspiel haben verschiedene Rollen. Im Verlauf der Kampagne kommt es zu einem Zusammentreffen des Protagonisten mit dem Seelenträger, dem Helden aus Shadow Wars. Teile der Handlung sind zudem in Gegenden angesiedelt, die bereits aus dem Hauptspiel bekannt sind, etwa die Stadt Siebenburg.

### Spellforce 2: Faith in Destiny
Ursprünglich sollte das zweite Add-on zu Spellforce 2 am 30. April 2010 erscheinen, der Release wurde allerdings mehrfach verschoben. Veröffentlicht wurde das Spiel letztlich am 19. Juni 2012. Zwar präsentiert sich die Erweiterung als allein lauffähiges Spiel, das nicht auf eine Installation von Spellforce 2: Shadow Wars angewiesen ist, jedoch ist im Gegensatz zu seinen Vorgängern eine Aktivierung bei Valves Steam erforderlich.
Faith in Destiny bietet eine neue Kampagne mit etwa 10–15 Stunden Spielzeit und eine neue Fraktion: die Namenlosen, welche ein Volk von Dämonen sind. Außerdem findet sich ein Multiplayer-Teil, wo Spieler klassisch eins-gegen-eins oder im neuen Domination-Modus gegeneinander antreten können. In diesem Modus geht es darum, strategisch wichtige Punkte zu erobern. In beiden Modi können Spieler zwischen allen fünf Fraktionen wählen.
Ab dem 17. Dezember 2012 erschienen im Monatsrhythmus drei zusätzliche Erweiterungen in Form von Downloads (DLC). Diese setzen verstärkt auf den Rollenspiel- und weniger auf den Strategie-Anteil:
DLC 1 – Flinks geheimes Tagebuch
Erschien am 17. Dezember 2012. Diese Zusatzkarte erzählt die „wahre“ Geschichte des Diebs Flink McWinter aus seiner eigenen Perspektive.
DLC 2 – Der goldene Narr
Erschien am 18. Januar 2013. Diese Erweiterung beschäftigt sich mit der Drakkar-Meisterin Carla: Nach ihrer Niederlage gegen einen Shaikan ist sie auf der Suche nach dem legendären goldenen Narren, einem Drakkar-Stein, der nicht geschlagen werden kann und somit den Sieg garantiert. Diese Quest stellt eine Art Fortsetzung einer Nebenquest in Spellforce 2: Shadow Wars dar.
DLC 3 – Das letzte Gefecht
Erschien am 15. Februar 2013. Dieses Zusatzszenario spielt vor den Ereignissen in Faith in Destiny und konzentriert sich auf den Charakter Caine bei der Verteidigung der Elfenstadt Dun Mora gegen die Namenlosen.

### Spellforce 2: Demons of the Past
Das dritte Add-on, das ebenfalls eigenständig gespielt werden kann, erschien am 16. Januar 2014.
Das Magazin GBase.ch vergab Spellforce 2: Demons of the Past eine Wertung von 7,0. Im Testbericht wurden vor allem die umfangreiche Kampagne und der abwechslungsreiche Mix aus Strategie und Rollenspiel gelobt. Im Gegenzug wurden die veraltete Grafik sowie die etwas umständliche Steuerung bemängelt.

## Rezeption
Für das Hauptspiel ermittelte Metacritic eine gute Bewertung von 80 Punkten, basierend auf 35 Kritiken. Die beiden späteren Addons Faith in Destiny und Demons of the Past wurden weit weniger gut angenommen und kommen bei Metacritic nur auf durchschnittliche Bewertungen von 55 und 54 Punkten.

## Romane zum Spiel
- Spellforce: Windflüsterer, Band 1 von Uschi Zietsch, Panini Verlag, April 2006, ISBN 3-8332-1324-8
- Spellforce: Erben der Finsternis, Band 2 von Uschi Zietsch, Panini Verlag, Dezember 2006, ISBN 3-8332-1454-6
- Spellforce: Sturm auf Shaikur, Band 3 von Uschi Zietsch, Panini Verlag, August 2007, ISBN 3-8332-1573-9